# Place Louise-Catherine-Breslau-et-Madeleine-Zillhardt
Pour les articles homonymes, voir Breslau (homonymie) et Zillhardt (homonymie).
La place Louise-Catherine-Breslau-et-Madeleine-Zillhardt est une place publique du 6e arrondissement de Paris, située dans le quartier de la Monnaie.

## Situation et accès
La place Louise-Catherine-Breslau-et-Madeleine-Zillhardt se situe à  l’intersection de la rue Dauphine,  de la rue Saint-André-des-Arts,  de la rue de l'Ancienne-Comédie, de la rue Mazarine et de la rue de Buci.
L'accès à la place se fait par les lignes 4 et 10 à la station Odéon.

## Origine du nom

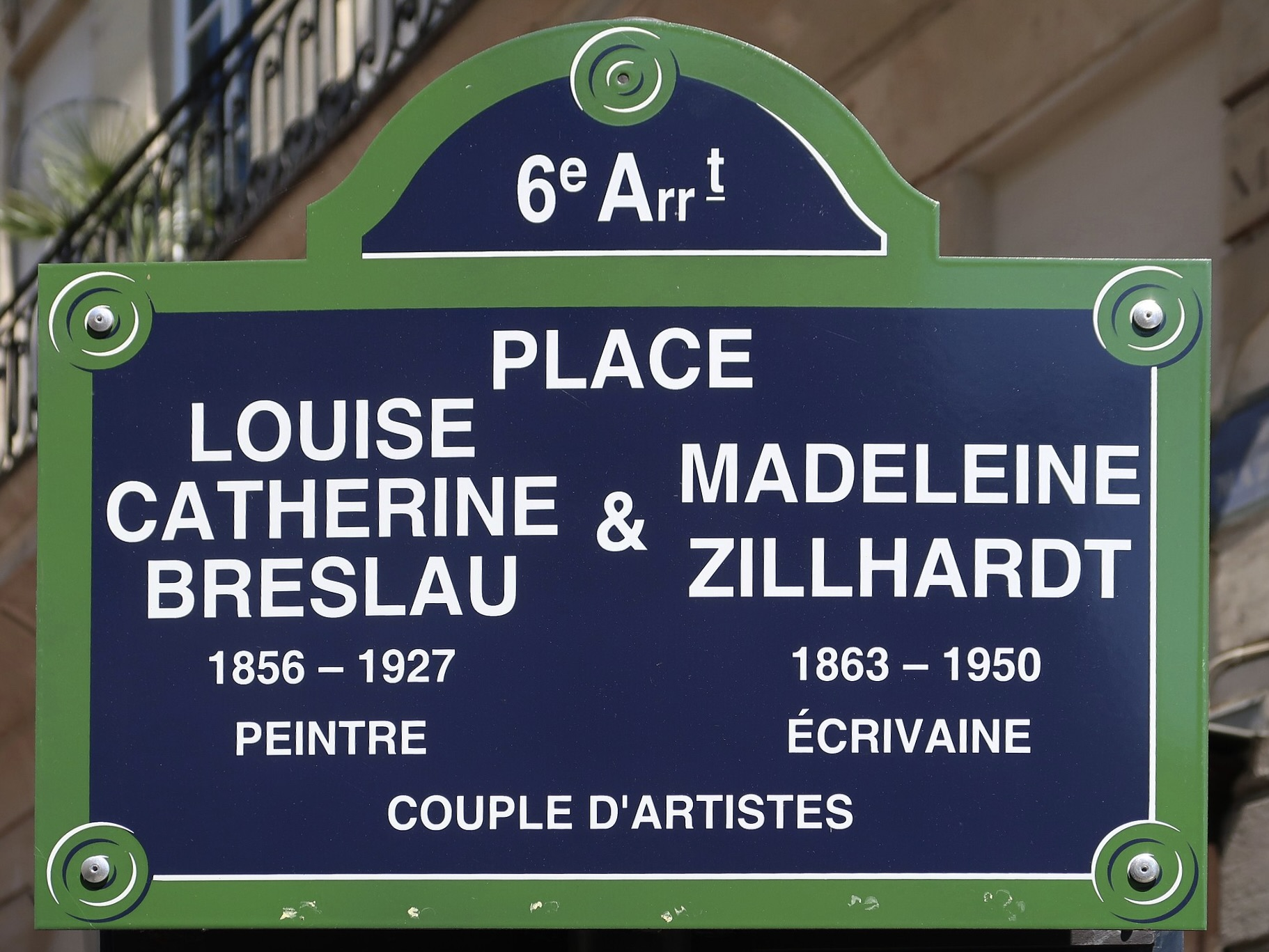
Plaque de la place.

Elle doit son nom à la peintre allemande Louise Catherine Breslau et à l'écrivaine et décoratrice française Madeleine Zillhardt.

## Historique
La place a pris sa dénomination en 2018 par vote du Conseil de Paris,.

## Bâtiments remarquables et lieux de mémoire

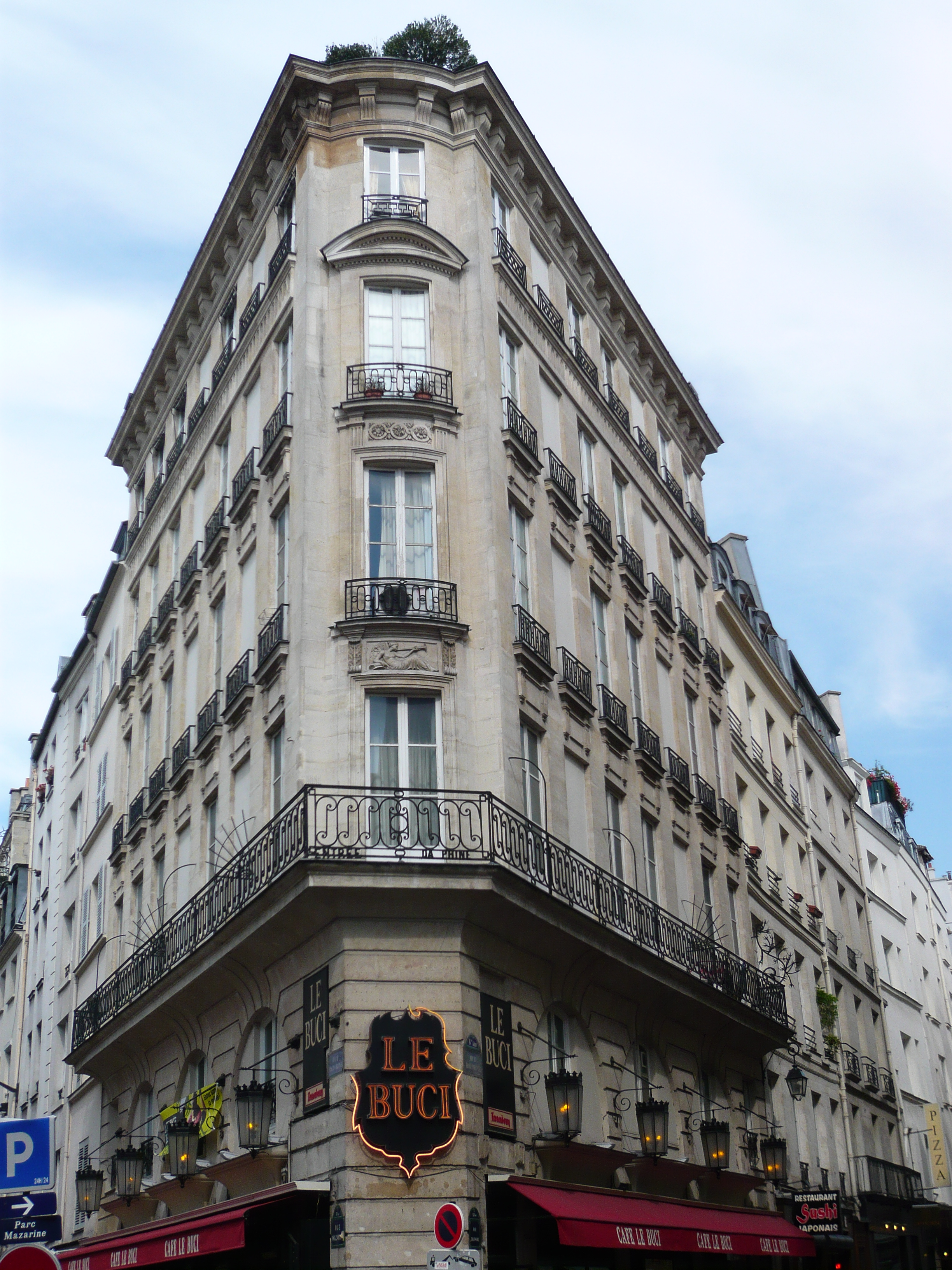
Le café de Buci.

Le café de Buci, classé aux monuments historiques, jouxte la place.